# 法杰伊群岛

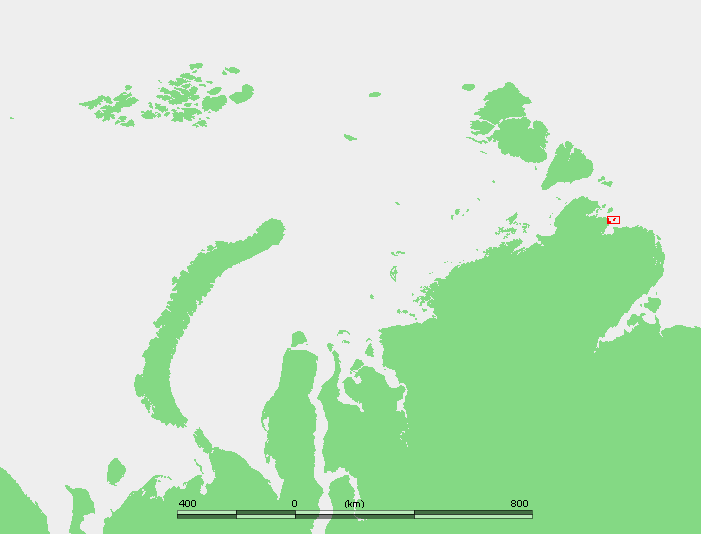

法杰伊群岛（羅馬化：Ostrova Faddeya）是俄羅斯克拉斯諾亞爾斯克邊疆區的群島，位於泰梅爾半島東面的拉普捷夫海。該群島冬天氣候嚴寒，鄰近海域經常結冰。
76°57′00″N 107°50′00″E / 76.95000°N 107.83333°E